# Adrian Patrick
Adrian Patrick (Adrian Leroy John Patrick; * 15. Juni 1973) ist ein ehemaliger britischer Sprinter, der sich auf den 400-Meter-Lauf spezialisiert hatte.
1994 siegte er bei den Commonwealth Games in Victoria mit der englischen Mannschaft in der 4-mal-400-Meter-Staffel.
Bei den Leichtathletik-Weltmeisterschaften 1995 in Göteborg erreichte er im Einzelbewerb das Viertelfinale und kam mit der britischen 4-mal-400-Meter-Stafette auf den vierten Platz.
1999 gewann er bei den Hallenweltmeisterschaften in Maebashi mit der  britischen 4-mal-400-Meter-Stafette Bronze.

## Bestzeiten
- 60 m (Halle): 6,70 s, 3. Februar 1996, Birmingham
- 100 m: 10,38 s, 11. August 1996, Oordegem
- 200 m: 20,92 s, 31. Mai 1999, Bedford
  - Halle: 21,33 s, 9. Februar 1997, Birmingham
- 400 m: 45,63 s, 5. Juli 1995, Lausanne
  - Halle: 46,77 s, 14. Februar 1999, Birmingham